# Dysidea chilensis
Dysidea chilensis är en svampdjursart som först beskrevs av Thiele 1905.  Dysidea chilensis ingår i släktet Dysidea och familjen Dysideidae. Inga underarter finns listade i Catalogue of Life.